# Michail Gurevič
Michail Josifovič Gurevič (též Gurjevič, rusky Михаи́л Ио́сифович Гуре́вич, 31. prosince 1892jul./ 12. ledna 1893greg. – 12. listopadu 1976) byl sovětský letecký konstruktér, který spolu s kolegou Arťomem Mikojanem založil známou konstrukční kancelář vojenských letounů – MiG. Poslední letoun na kterém Gurevič osobně pracoval před odchodem do důchodu byl MiG-25.
Narodil se do židovské rodiny v malém městě Rubanščina v Kurské oblasti v Rusku. Jeho předci do Ruska přišli přes Polsko v 17. či 18. století z Čech. Příjmení Gurjevič je ruskou výslovností Horowitz. 
V roce 1910 ukončil studium na gymnáziu v Ochtyrce v Charkovské oblasti se stříbrnou medailí a nastoupil na oddělení matematiky na Charkovské univerzitě. Po roce byl pro účast na revolučních aktivitách z univerzity vyloučen a pokračoval ve studiu na univerzitě v Montpellier. Na institutu SUPAERO v Toulouse v roce 1913 byl v jedné třídě s Marcelem Blochem, později známým jako Marcel Dassault.
V roce 1937 vedl Gurevič konstruktérský tým u Polikarpova, kde se setkal s budoucím týmovým kolegou Arťomem Mikojanem. Na konci roku 1939 založili konstrukční kancelář Mikojan-Gurevič, kde byl Gurevič v pozici zástupce hlavního konstruktéra a po roce 1957 jako hlavní konstruktér. Místo si udržel až do svého odchodu do důchodu v roce 1964, což je docela pozoruhodné vzhledem k tomu, že nikdy nevstoupil do Komunistické strany.